# Ammerndorf
Ammerndorf település Németországban, azon belül Bajorországban. Lakosainak száma 2043 fő (2023. december 31.).

## Népesség
A település népessége az elmúlt években az alábbi módon változott:
| Lakosok száma | 533  | 946  | 960  | 1286 | 2082 | 2080 | 2057 | 2036 | 2033 | 2043 |
|               | 1875 | 1950 | 1975 | 1987 | 2012 | 2014 | 2016 | 2017 | 2021 | 2023 |